# 대전광역시공원관리사업소
대전광역시공원관리사업소(大田廣域市公園管理事業所)는 대전광역시 공원시설의 효율적인 운영과 시민의 보건 휴양 및 정서함양에 기여하고 자연학습, 산림체험 등을 위하여 대전광역시청 산하에 설치된 사업소이다.
사업소장은 지방서기관이나 지방기술서기관으로 보한다.

## 조직
소장
- 공원관리과
- 휴양림관리과

### 관리 대상 공원
- 보문산공원
- 계족상공원
- 식장산공원
- 가양비래공원
- 유림공원
- 만인산자연휴양림
- 장태산자연휴양림